# Strength & Loyalty
Strength & Loyalty, originariamente intitolato The Bone Thugs Story, è un album del gruppo musicale Midwest rap Bone Thugs-n-Harmony, pubblicato l'8 maggio 2007 sotto le case discografiche Full Surface Records e Interscope Records.

## Informazioni
Dopo cinque anni di assenza dalla scena musicale, tre dei cinque originali membri del gruppo, Krayzie Bone, Layzie Bone e Wish Bone, si sono riuniti per la pubblicazione di quest'album.
Strength & Loyalty ha raggiunto la posizione n.2 nella classifica Billboard 200 ed è stato certificato disco d'oro.

## Produzioni e singoli
l'album contiene i featuring principali di Akon, Twista, Yolanda Adams, Mariah Carey, Bow Wow, The Game, Will.i.am e Swizz Beatz, quest'ultimo produttore esecutivo. Le produzioni sono quelle di Akon, DJ Toomp, Jermaine Dupri, Mally Mall, Neo da Matrix, Pretty Boy & Bradd Young, Street Radio, Swizz Beatz, The Individuals, Ty Fyffe e Will.i.am.
Il primo singolo estratto è I Tried, in collaborazione con Akon e prodotto da lui stesso. Il secondo è Lil' Love, in collaborazione con Mariah Carey e Bow Wow e prodotto da Jermaine Dupri.

## Tracce

### Tracklist originale
| #  | Traccia                          | Produttore/i             | Featuring              | Durata |
| -- | -------------------------------- | ------------------------ | ---------------------- | ------ |
| 1  | Flowmotion                       | Individuals              | -                      | 3:09   |
| 2  | Bumps in the Trunk               | Individuals              | Swizz Beatz            | 4:25   |
| 3  | Wind Blow                        | Pretty Boy & Bradd Young | -                      | 4:18   |
| 4  | I Tried                          | Akon                     | Akon                   | 4:47   |
| 5  | Lil' Love                        | Jermaine Dupri           | Mariah Carey & Bow Wow | 3:52   |
| 6  | C-Town                           | Neo da Matrix            | Twista                 | 5:05   |
| 7  | Order My Steps (Dear Lord)       | Pretty Boy & Bradd Young | Yolanda Adams          | 3:57   |
| 8  | Streets                          | Will.i.am                | The Game & Will.i.am   | 4:21   |
| 9  | 9mm                              | Street Radio             | -                      | 4:43   |
| 10 | Gun Blast                        | Ty Fyffe                 | -                      | 3:37   |
| 11 | Candy Paint                      | Swizz Beatz              | -                      | 3:45   |
| 12 | So Good, So Right                | Mally Mall               | Felecia                | 3:35   |
| 13 | Sounds the Same                  | DJ Toomp                 | -                      | 4:25   |
| 14 | Never Forget Me                  | Akon                     | Akon                   | 4:46   |
| 15 | Just Vibe (Best Buy Bonus track) | Pretty Boy               | -                      | -      |

### Tracce tagliate fuori dall'album
| Traccia                 | Produttore/i          | Featuring      |
| ----------------------- | --------------------- | -------------- |
| Bone Thugs Boys         | Danja & Timbaland     |                |
| Certified Thugs         | Jazze Pha             | Jazze Pha      |
| Come With Me            | Swizz Beatz           |                |
| For the OG's            | Play-N-Skillz         | Chamillionaire |
| Future                  | The Platinum Brothers | Flesh-n-Bone   |
| Got My Back             | Play-N-Skillz         | Jodeci         |
| I Ain't Satisfied       | Kanye West            |                |
| Never Benn Industry     |                       |                |
| Not Familiar            |                       |                |
| One Day at the Time     |                       |                |
| So Crazy                | Play-N-Skillz         |                |
| Struggles               |                       | Petey Pablo    |
| Toast 2 That            | Swizz Beatz           | Swizz Beatz    |
| When the Thugs Come Out | Swizz Beatz           |                |
| What's Up               | Swizz Beatz           | Swizz Beatz    |
| You & Me                |                       | Gwen Stefani   |

## Critica
| Recensione su        | Giudizio                                                     |
| -------------------- | ------------------------------------------------------------ |
| All Music Guide      | link                                                         |
| AllHipHop.com        | link                                                         |
| Entertainment Weekly | (B +) link Archiviato il 6 gennaio 2008 in Internet Archive. |
| HipHopDx.com         | link                                                         |
| RapReviews.com       | link                                                         |
| Rolling Stone        | link                                                         |
| The Source           |                                                              |
| XXL                  | (L)                                                          |